# Якубов, Анатолий Михайлович
Анатолий Михайлович Якубов (май 1914 — ?) — украинский советский партийный деятель, 2-й секретарь Полтавского обкома КПУ. Член Ревизионной комиссии КПУ в 1966—1976 г.. Депутат Верховного Совета УССР 7-8-го созывов.

## Биография
Образование высшее. Работал инженером, главным энергетиком Полтавского паровозоремонтного завода.
Член ВКП (б) с 1942 года.
С 1943 года — служил в Красной армии. Участник Великой Отечественной войны . Служил заместителем начальника штаба Уполномоченного Народного комиссариата путей сообщения при Управлении военно-восстановительных работ № 3 2-го Белорусского фронта.
После демобилизации в 1944 году — инженер, заместитель главного инженера Полтавского паровозоремонтного завода.
На 1949—1951 годы — начальник ТЭЦ Полтавского паровозоремонтного завода имени Жданова.
На 1952—1954 годы — секретарь партбюро, парторг ЦК ВКП(б), секретарь парткома Полтавского паровозоремонтного завода имени Жданова.
С 1954 года — председатель Полтавского облсовпрофа.
С 1962 по январь 1963 года — заведующий промышленно-транспортного отдела Полтавского областного комитета КПУ.
8 января 1963 — 14 декабря 1964 — 2-й секретарь Полтавского промышленного областного комитета КПУ.
В декабре 1964 — 31 января 1966 — 1-й секретарь Полтавского городского комитета КПУ.
29 января 1966 — 8 июня 1973 года — 2-й секретарь Полтавского областного комитета КПУ.
С июня 1973 года — на пенсии в Полтаве.

## Награды
- орден Трудового Красного Знамени (1949, 1957, 1966, 25.08.1971)
- орден Красной Звезды (31.08.1945)
- орден «Знак Почета» (1945)
- медали
- Почетная грамота Президиума Верховного Совета Украинской ССР (16.05.1964)